# 静かな伝説
「静かな伝説」（しずかなレジェンド）は、竹内まりやの42作目のシングル。2014年7月23日に通常盤とDVD付き初回限定盤の2形態でリリースされた。発売元はワーナーミュージック・ジャパン。

## 背景
竹内のデビュー35周年記念シングルとしてリリースされ、アルバム『TRAD』からの先行シングルにもなっている。表題曲の「静かな伝説」は、フジテレビ系ドキュメンタリー番組「ワンダフルライフ」のテーマ曲として書き下ろされたシンプルなメロディーとバンドサウンドから成る楽曲。曲について竹内は、「有名・無名を問わず、強い信念を持って果敢に生きてきた様々なヒーロー、ヒロインたちへの賛美歌であると同時に、彼らの人生物語の中に愛や勇気を見いだして励まされていく、我々自身への心の応援歌でもあります。」と述べている。また、曲を書き始めた時期がソチ・オリンピック開催の頃と重なったため、歌詞を考えながら最も頻繁に頭に浮かんだのは、浅田真央の笑顔だったと振り返り、「若いながらも多くの試練をくぐり抜けてきた彼女が、最後に見せてくれた完璧な演技と涙と微笑みを讃えたいという気持ちがこの曲を書かせてくれたと言っても過言ではありません。」と述べている。竹内は「ワンダフルライフ」の第1回目のゲストが浅田真央のコーチである佐藤信夫であることを知ると、その素敵な偶然に驚きと嬉しさを覚えたと話している。
コーラスには、竹内自身と山下達郎のほかにも、二人と親交の深いサザンオールスターズの桑田佳祐と原由子が参加している。桑田・原夫妻の起用は、「自分と同じ時代を共有してきた音楽仲間と一緒に歌いたい」という竹内の発案によるもので、4人が一つの楽曲制作のために顔を合わせるのは1988年10月に発表された山下のアルバム『僕の中の少年』に収録された「蒼氓」以来、26年ぶりとなる。桑田はTOKYO FMを始めとしたJFN系列で放送されている自身のレギュラーラジオ番組「桑田佳祐のやさしい夜遊び」内の企画『桑田佳祐が選ぶ2014年邦楽シングルベスト20』でこの曲を3位に選出した。
2曲目「戻っておいで・私の時間 (2011 Ver.)」はデビューシングルのリメイク・バージョン。2011年の伊勢丹創業125周年記念テーマソングとして使用された。この曲は元々発売当時に伊勢丹のコマーシャルソングとして使われており、今回33年の時を経て新たなアレンジによって収録されることになった。
3曲目「Tell Me Why」は、1964年に発表されたビートルズの楽曲のカバー。演奏にはBOXのメンバー（杉真理、松尾清憲、小室和之、田上正和）が参加している。
初回限定盤のみ、東映映画『わたしのハワイの歩きかた』の主題歌として使用された「アロハ式恋愛指南」のミュージック・ビデオを収めたDVDが特典として付属した。

## 収録曲
1. 静かな伝説
作詞・作曲：竹内まりや / 編曲：山下達郎
2. 戻っておいで・私の時間 (2011 Ver.)
作詞：安井かずみ / 作曲：加藤和彦 / 編曲：服部克久
3. Tell Me Why
作詞・作曲：ジョン・レノン、ポール・マッカートニー
4. 静かな伝説（Original Karaoke）

## 参加ミュージシャン
静かな伝説
- 山下達郎：Computer Programming, Electric Guitar, Acoustic Guitar, Keyboards, Percussion & Background Vocal
- 竹内まりや：Harmonica & Background Vocal
- 島村英二：Drums
- 伊藤広規：Electric Bass
- 中西康晴：Acoustic Piano
- 細井豊：Hammond Organ
- 橋本茂昭：Computer Programming & Synthesizer Operation
- 桑田佳祐：Background Vocal（Coda）
- 原由子：Background Vocal（Coda）

戻っておいで・私の時間 (2011 Ver.)
- 島村英二：Drums
- 岡沢章：Electric Bass
- 伊丹雅博：Charango
- 松本峰明：Acoustic Piano
- 浜口茂外也：Percussion
- 藤田乙彦：Horn
- 堂山敦史：Horn
- エリック宮城：Trumpet
- 奥村晶：Trumpet
- 村田陽一：Trombone
- 奥村晃：Trombone
- 鳥塚心輔：Trombone
- 藤井良太：Bass Trombone
- 平原まこと：Alto Sax
- 篠崎正嗣ストリングス：Strings
- 高田みどり：Timpani, Glockenspiel & Marimba
- 高尾直樹：Background Vocal
- 渕上祥人：Background Vocal
- 斉藤妙子：Background Vocal
- 山田洋子：Background Vocal
- 橋本茂昭：Background Vocal

Tell Me Why
- 杉真理：Electric Guitar, Background Vocal
- 松尾清憲：Background Vocal
- 小室和之：Electric Bass
- 田上正和：Electric Guitar
- 島村英二：Drums